# Christian Gedde
Christian Gedde (født 23. maj 1729 i Rendsborg, død 31. oktober 1798 i Højelse) var en dansk ingeniørofficer, bror til Hans Christopher Gedde og Salomon Gedde. Han er primært kendt for at have fremstillet en række kort over København i 1700-tallet.
Han var søn af Samuel Christoph Gedde og Marie Elisabeth Pechernaut de la Remière. Han blev værkbas i holstenske Fortifikation 1739, gennemgik i Danmark alle militære grader frem til overkonduktør og virkelig ingeniørkaptajn fra 1745, ingeniørkaptajn med station i Fredrikstad, Norge 1766. Han tog afsked 1774.
Få år efter genopbygningen efter Københavns brand 1728, blev der givet ordre til en ny opmåling af byggegrundene af hensyn til en ny matrikel. Christian Gedde afsluttede dette arbejde 1756 og resultatet blev fremlagt som 12 kvarterkort og et generalkort. De 12 kvarterkort over København (1757) kaldet Geddes kort, og det samlede aksonometriske kort over København (1761) kaldes Geddes eleverede kort. Begge er vigtige kilder til byens historie og findes i Københavns Stadsarkiv.
Gedde blev gift 6. oktober 1755 med Juliane Sophie Kreber (21. november 1728 i Glückstadt – 27. august 1777), datter af kaptajn Daniel Kreber og Catharina Dorothea Freiers.